# 新幻魔大戦
『新幻魔大戦』（しんげんまたいせん）は、SF作家平井和正と漫画家石森章太郎によって、1971年から『SFマガジン』にて、漫画と小説をジョイントして連載された長編SF作品である。1978年に小説版、1983年に漫画版2巻の単行本がそれぞれ徳間書店から発刊された。

## 概要
本作は、1967年の漫画版『幻魔大戦』（『週刊少年マガジン』誌に連載）の主人公である東丈が存在しない時間軸の未来から始まり、1人の女子大生が幻魔に対抗できる超能力者の家系を誕生させる使命を受けて江戸時代に時間跳躍するという物語である。その後、平井和正が単独で大量に書き進めた小説版『幻魔大戦』シリーズの骨子（パラレルワールド、血脈、転生）は全て本作に発する。
平井が自らライフワークと称した『真幻魔大戦』（「SFアドベンチャー」連載）、『幻魔大戦』（『野性時代』連載）、および少年マガジン版『幻魔大戦』は、本作の世界から枝分かれしたパラレルワールドという設定である。
巻末には「第一部・完」と打たれており、未完となっている。漫画版と小説版とは内容が同一である。角川書店版『幻魔大戦』の登場人物の会話の中で、お時が「知恵伊豆」こと松平伊豆守信綱との共闘により、由井正雪が起こす慶安の変を戦っていく第二部以降の構想が一部明かされた。また、野性時代版『真幻魔大戦』では、お時がムーンライトの名で登場する。由井正雪が幻魔を祓い落とすことに成功したことや、その時の幻魔が現代まで活動を続けていることなどに触れられている。
1968年の覆面座談会事件以降、『SFマガジン』と距離を置いたSF作家は少なくなかったが、平井は早川書房の担当編集者であり長年の友人である森優との付き合いから『SFマガジン』での執筆を続けていた。その森が1974年に早川書房を退社したため、本作の連載は中断となり、『狼の紋章』など早川書房から出版されていた平井の小説も他社に移ることになった。

## あらすじ
霊媒女優・北条とき子が「1999年の地球滅亡」を予言し、アメリカ最大の心霊予言者であるエドガー・ケイスが「環太平洋地震帯が1998年までに海没」することを予言していた。そして西暦1998年、女子大生の香川千波は、あるきっかけで超能力に目覚めた。
その後、世界はかつてない巨大な天変地異に襲われ、文明は崩れ去った。宇宙の破壊者幻魔が来寇したのだ。地球はブリザードに覆われ、人類は滅亡を待つばかりとなった。人が人を食う生き地獄に、千波は超能力を使ってどうにか生き延びていたが、それも限界に達しようとしていた。そこへトランシルバニア王国のベアトリス王女（ルーナ女王の娘）が、江戸時代からタイムリープ（時間跳躍移動）してきた町娘お蝶を伴って現れた。ベアトリス王女は千波へ使命を与えた。それはお蝶の肉体に千波の精神を移植し、時を遡って幻魔に対抗できる超能力者の一族を生み出すことだった。
江戸時代へタイムリープした千波はお時と名乗り、人狼（狼男）である犬神一族の月影と出会う。そして、歴史に名を残すクリストファー・フェレイラ（沢野忠庵）や東丈の前世である由井正雪らと奇妙な縁を持つことになる。
由井正雪は徳川幕府の浪人政策にひどく心を痛め、お時を追って未来からやってきた幻魔と一体化する。やがて東丈を生み出す家系の源となるお時は、東丈の前世を敵に回すことになってしまったのだった。

## 登場人物

### メガロポリス（1999年）
香川千波（かがわ ちなみ）
1979年、エド・メガロポリス東部で生まれる。先祖は徳川幕府解体まで続いた下級武士の一族。江戸大学史学科の学生。
1998年に全世界を襲った大地震と続く災厄を生き残るが、大火傷を負う。遠隔催眠で他人の心を操る能力に目覚め、暴漢達から身を守る。
ベアトリス率いるエスパー戦団に出会い、江戸時代に時間跳躍して新しい超能力者の家系を生み出すことを依頼される。ベアトリスの力で江戸娘お蝶と精神融合し、第三の人格、お時となる。
高野ミツオという恋人がいた。スポーツマンでハンサムだが軽薄な印象。遊び慣れしており性技にも熟練しているが、「それだけの男」と千波に思われている。事後ピルを愛用している。
お時
1999年の幻魔来寇により滅亡したパラレルワールドの女性・香川千波の精神を、江戸時代より時間跳躍により滅亡寸前の世界を訪れた娘、タイム・リーパーお蝶に移植し、生み出された統合人格的な超能力者。
江戸時代に時間跳躍することで、滅亡した並行世界を逃れたお時はベアトリス王女に託された使命を果たすべく、様々な出会いと戦いを潜り抜けていく。
合成麻薬の副作用によって超能力を発現していた千波の精神が融合しているため、その強力な超能力を使いこなす。ただし、時間跳躍の発現は様々な条件に制約され、主に大火により発動する。肩に赤い蝶の痣がある。
ベアトリス王女
トランシルバニア王国のジーベンビュルゲン王家の1人。母ルーナ女王の遺伝により、人類史上最強と言える精神感応力（テレパシー）の持ち主であるが、幻魔来寇について何ら対抗する術を持ち得ず、最後の希望を彼女自身の超能力で生み出した「お時」に託し、滅亡する地球から送り出す。思いの全てを込めた「ベアトリスの釵（かんざし）」を時を遡る「お時」に渡すが、その釵は運命的な巡り会わせにより、様々な人々の手に渡り、『幻魔大戦』世界のキーアイテムとなる。

### 江戸時代
月影（つきかげ）
強力な超能力と、不死身と言える肉体能力を持つ犬神一族の一人。徳川公儀伊賀組の1人として、服部半蔵配下で下忍として活動していたが、お時の素性とその使命を知り、沢野忠庵に囚われていたお時を保護し援助する。
おみちの遺体にあるベアトリスの釵を探しに墓を掘り返したところ、座棺にあったのは中年男の遺体だった。
真名児からベアトリスの釵を取り返そうとした際、投げられた釵が左目に突き刺さる。服部半蔵を挑発し、投げられたひょうが右目を潰す。3日後の満月の晩、再生する。狼に変形し、釵を取り返しお時に届ける。
一度変形すると自分の意思では元に戻れないため、山に帰る。
平井和正の代表作「アダルト・ウルフガイ」シリーズの主人公・犬神明を思わせる人物で、『人狼白書』によると、犬神明は前世で「つきかげ」と名乗っていた。
白狐の参次（びゃっこのさんじ）
遊女屋「西口屋」の亭主。月影の素性を知った上で、若様と呼ぶ協力者。
一見、大店の主人風の好々爺ながら、いわゆる火付盗賊のような暴虐な所業を嫌う正統派の盗賊元締めであり、100名以上の手下を意のままに動かす。
月影の意を受けて、お時に対しても援助を惜しまず、彼女の手下になった真名児を預かる。
真名児（まなこ）
お犬さま占いにより、江戸市中で評判の女占い師。実体は盗賊団白蛇一味の頭目で、残忍な性格を持つ。強力な催眠術を使う。白蛇一味は、人間の手首から先を乾かし固めて作った燭台を、押し入る先に設置する。燃え尽きるまで内部の者は目を覚まさないというまじないとなる。
杉田屋に盗みに入った際、お時に生き腐れの呪いをかけられる。「ベアトリスの釵」の霊力を借りたお時に敗れ、服従するが、心根は邪悪であり反攻の機会をうかがっている。
お時の依頼で張孔堂に忍び込み、由井正雪に呪いを解かれたが、犯され、正雪に寝返る。お時の遠当の術により死亡する。

山本千之介（やまもと せんのすけ）
照魔鏡を持つと言われるほどの千里眼の町方与力。お時を愛しており、彼女がその記憶を消し去っても、別名を名乗ったお時を愛したほどの強い縁で結ばれていた。お時との間に子を成す。与力・山本家の養子であり、実は由井正雪とおみちの子。
おみちの墓中で産まれていたことを弥平に発見され、草むらに投げ捨てられる。直後、神隠しに合うが、何者かによって過去に時間跳躍をしており、千之助としてお時と出会った。
上総屋の六兵衛という御用聞を使っている。彼は、おまきの後をつける千之助と別れた後、お時とすれ違った。
雷神組（らいじんくみ）
浮浪の浪人集団。酔っておまきに絡んだところに、おまきを尾行していた山本千之助が止めに入る。お時の遠隔催眠によって同士討ちをし、全滅する。
- 柴田雷蔵（間庭念流免許皆伝）を頭目としている。配下には、木村、井原、戸田、外山十郎太（自称「鹿島神刀流免許皆伝」）、野口惣市（自称、東軍流免許、杉山馬之助（自称、新陰流目録）らがいる。

由井正雪
与四郎とも。東丈の過去世。軍学者であり、楠木流軍学塾「張孔堂」を開き、多数の門人を持つ。おみちという恋人がいたが、死別している。
徳川家光時代の徳川幕府の無慈悲な大名取り潰し政策の結果、大量の浪人が路頭に迷い、社会不安を増大させていることに心を痛めている。その苦悩から、お時を追い時間跳躍を果たした幻魔の誘いに乗って「魔人正雪」と化し、強大な超能力による倒幕を志向することになる。しかし幻魔の目的とは裏腹に、彼は自らの意識を保っており、正雪の意思によって破壊ではなく支配を目指すことになる。
丸橋忠弥
由井正雪の片腕。宝蔵院流槍術の達人。
加藤市右衛門
由井正雪の腹心。
金井半兵衛
由井正雪の腹心。丸橋忠弥が張孔堂道場に暴れ込んできた際、投げ飛ばされている。

おみち
由井正雪と愛し合い、彼の子を身篭るが、難産の末死亡する。墓中で産まれた子が、後の山本千之助である。
弥平
おみちの下男である老人。おみちを偏愛している。由井正雪が、おみちと正式に結婚せず、生涯日陰者にしていると考え、彼を嫌っている。
おみちの死後、墓をあばこうとしたところ、隠亡がすでに掘り返しているのを目撃し、叩き殺す。このとき、おみちが墓中で出産していたことを知る。後に月影に刺殺される。
クリストファー・フェレイラ
ポルトガル人。転び伴天連の元神父。公儀宗門改役顧問。沢野忠庵と名乗り、かつての自分と同じ切支丹（キリシタン）を追及することに血道を上げている。
反キリストを志向するあまり、魔術（黒魔術）にも造詣が深く、お時を切支丹以上に危険な「魔女」であると見抜き、自分の研究の助手とする。シルヴァーナの父。
シルヴァーナ
ポルトガル人。予知能力を持つ。クリストファー・フェレイラが尼僧を犯して産ませた娘。彼女もまた、魔人正雪に犯される。その子孫はやがて世界の命運を変え、新世界の統合者となることを予言する。
ティグリノ
ポルトガル人。神父。布教のため、由井正雪と手を組む。正雪からの援助の代償をシルヴァーナの身体で支払う。
正雪に犯されるシルヴァーナを鍵穴から覗き、事後にシルヴァーナを犯そうとするが抵抗され、呪いの言葉を吐く。子孫にドクター・タイガーがいる。
松平伊豆守信綱
徳川幕府の浪人根絶政策を推進する。高野の過去世。由井正雪にとっての宿敵。
服部半蔵（はっとり はんぞう）
公儀隠密服部組の首領。
杉田屋猪之吉
平右衛門町二丁目の大工。20人近い職人を抱えている。大きな武家屋敷等にも出入りしており、羽振りはよい。
お蝶の父。杉田屋の頭領。おまきを溺愛しており、身持ちは堅い。ほぼ毎晩、二度も三度もおまきを愛する。
お槙（まき）
お蝶の母。流産癖がついている。超感覚が多少備わっている。
お蝶の妊娠中、突如として予知能力が発現し、桶町火事、明暦の大火、赤穂事件を予言する。
お蝶
杉田屋猪之吉とおまきの子。肩に蝶型の痣がある。時間跳躍の能力を持ち、地球滅亡寸前の1999年、ベアトリスと出会う。
お蝶自身は無智な娘に過ぎなかったため、ベアトリスの力により香川千波と精神融合し、第三の人格・お時となる。